# Батарейна палуба
Батарейна палуба е една от палубите на многопалубния кораб, намираща се под горната палуба и служеща за размещение на оръдията на средния калибър и жилищните отсеци.

## История
Появата на батарейните палуби е резултат на това, че през 1500 г. френския корабостроител де Шарж изобретява затварящият се пушечен (оръдеен) порт, което позволява да се поместват оръдия на закритите палуби за стрелба през портове (амбразури). През 1637 г. английския корабостроител Финеас Пет построява първият в историята кораб с три батарейни палуби: горна (опердек) за слабата артилерия, средна (мидълдек) за артилерията на средния калибър и долна (гъндек) за тежките оръдия.
На първите броненосни кораби (батарейните броненосци), батарейната палуба се използва за поставяне на оръдията на главния калибър. Когато оръдията на ГК са преместени в барбети и въртящи се кули, на батарейната палуба започва да се поставя спомагателната (противоминната) артилерия.
В лошо време батарейната палуба се използва за литургии и прочее тържествени церемонии.

## Класификация на корабите според броя на батарейните палуби
Количеството и вида на батарейните палуби определят класа на ветроходния кораб:
- Линеен кораб: 2 – 3 батарейни палуби.
- Фрегата: една закрита батарейна палуба, понякога оръдията се поставят и на откритата горна палуба.
- Бриг, бригантина, корвета, клипер, шлюп: една открита батарея на горната палуба.